# روس تايلور
روس تايلور (بالإنجليزية: Ross Taylor)‏ (و. 1902 – 1984 م) هو لاعب هوكي الجليد كندي، ولد في تورونتو، شارك في الألعاب الأولمبية الشتوية 1928، مركز لعبه هو مدافع ‏، توفي عن عمر يناهز 82 عاماً.
.

## التعليم
تعلم في جامعة تورنتو.

## روابط خارجية
- روس تايلور على موقع EliteProspects.com (الإنجليزية)
- روس تايلور على موقع Eurohockey.com (الإنجليزية)
- روس تايلور على موقع أوليمبيديا (الإنجليزية)